# Benjamin Gorham
Benjamin Gorham (* 13. Februar 1775 in Charlestown, Province of Massachusetts Bay; † 27. September 1855 in Boston, Massachusetts) war ein US-amerikanischer Politiker. Zwischen 1820 und 1835 vertrat er dreimal den Bundesstaat Massachusetts im US-Repräsentantenhaus.

## Werdegang
Benjamin Gorham war der Sohn von Nathaniel Gorham (1738–1796), der Mitglied und Präsident des  Kontinentalkongresses war. Er besuchte die öffentlichen Schulen seiner Heimat und studierte danach bis 1795 an der Harvard University. Nach einem Jurastudium und seiner Zulassung als Rechtsanwalt begann er in Boston in diesem Beruf zu arbeiten. Gleichzeitig schlug er als Mitglied der Demokratisch-Republikanischen Partei eine politische Laufbahn ein. Zwischen 1814 und 1818 war er Abgeordneter im Repräsentantenhaus von Massachusetts; von 1819 bis 1821 gehörte er dem Staatssenat an.
Nach dem Rücktritt des Abgeordneten Jonathan Mason wurde Gorham bei der fälligen Nachwahl für den ersten Sitz von Massachusetts als dessen Nachfolger in das US-Repräsentantenhaus in Washington, D.C. gewählt, wo er am 6. November 1820 sein neues Mandat antrat. Nach einer Wiederwahl konnte er dort zunächst bis zum 3. März 1823 verbleiben. Im Jahr 1823 wurde er erneut in den Senat von Massachusetts gewählt. In den 1820er Jahren schloss er sich der Bewegung gegen den späteren Präsidenten Andrew Jackson an und wurde Mitglied der kurzlebigen National Republican Party.
Nach dem Rücktritt von Daniel Webster wurde Gorham erneut in den Kongress gewählt, wo er zwischen dem 23. Juli 1827 und dem 3. März 1831 verbleiben konnte. Bei den Kongresswahlen des Jahres 1832 wurde Gorham erneut im ersten Wahlbezirk von Massachusetts in das US-Repräsentantenhaus gewählt, wo er am 4. März 1833 die Nachfolge von Nathan Appleton antrat, der ihn zwei Jahre zuvor abgelöst hatte. Bis zum 3. März 1835 konnte er seine letzte Legislaturperiode im Kongress absolvieren. Seit dem Amtsantritt von Präsident Jackson im Jahr 1829 wurde innerhalb und außerhalb des Kongresses heftig über dessen Politik diskutiert. Dabei ging es um die umstrittene Durchsetzung des Indian Removal Act, den Konflikt mit dem Staat South Carolina, der in der Nullifikationskrise gipfelte, und die Bankenpolitik des Präsidenten.
Im Jahr 1841 war Benjamin Gorham noch einmal Abgeordneter im Repräsentantenhaus von Massachusetts. Ansonsten praktizierte er wieder als Anwalt. Er starb am 27. September 1855 in Boston.